# Centaurea movlavia
Centaurea movlavia là một loài thực vật có hoa trong họ Cúc. Loài này được Parsa mô tả khoa học đầu tiên năm 1980.